# Kirche von Vriescheloo

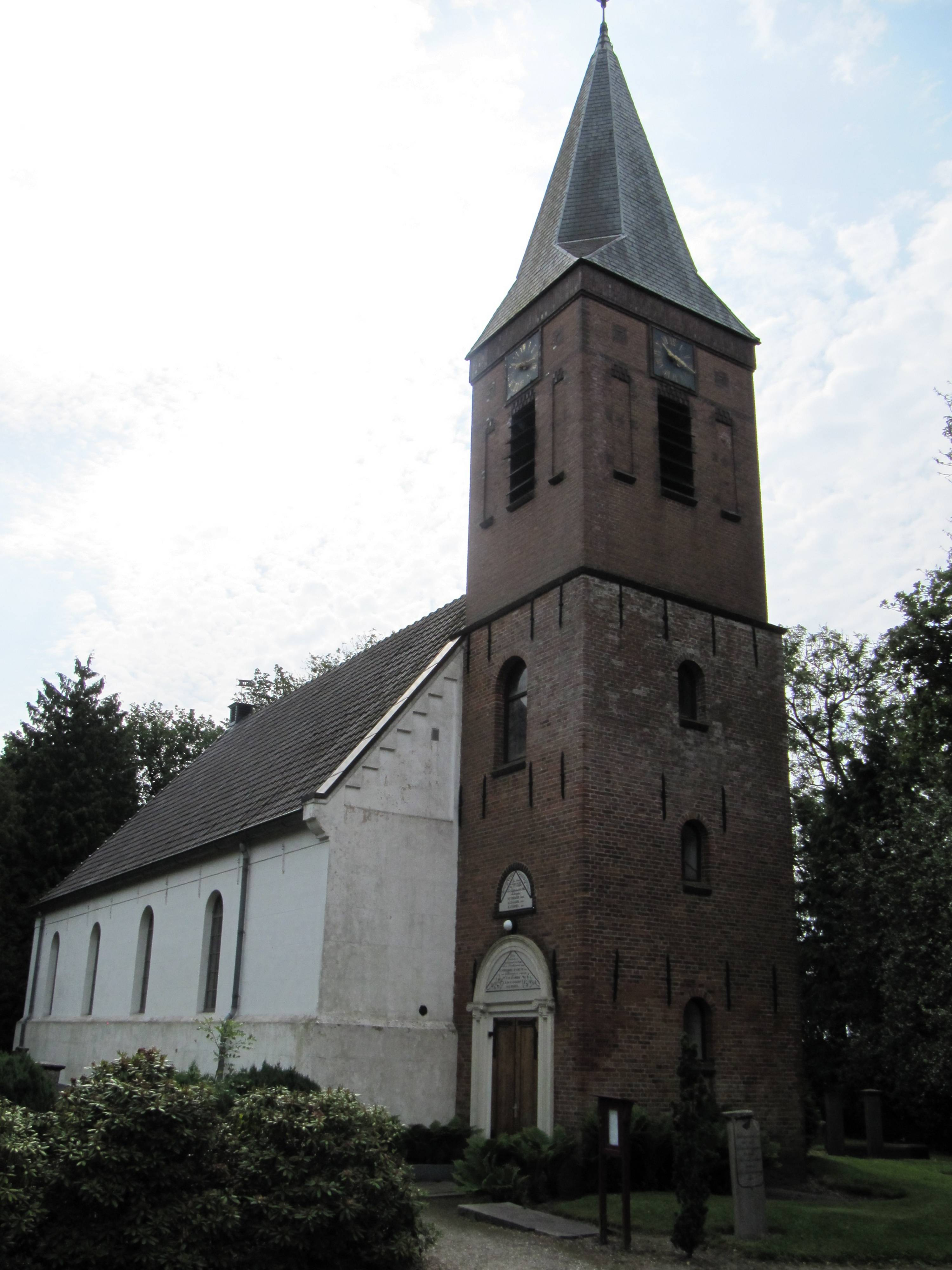
Außenansicht

Die Kirche von Vriescheloo ist ein evangelisch-reformiertes Gotteshaus der Protestantischen Kirche in den Niederlanden in dem niederländischen Dorf Vriescheloo in der Gemeinde Westerwolde (Provinz Groningen).

## Geschichte
Die einschiffige Saalkirche wurde 1717 errichtet. Sie ersetzte einen mittelalterlichen Vorgängerbau, der 1672 von den Truppen des Bischofs von Münster zerstört wurde. Der Turm mit einer Uhr aus dem Jahr 1679 wurde 1842 fertiggestellt. Bis dahin hing die Glocke in einem hölzernen Glockenturm.

## Ausstattung

### Kanzel
Im Innenraum bemerkenswert ist eine Kanzel aus dem Jahr 1560, die wahrscheinlich aus der älteren Kirche stammt.

### Orgel
Die Orgel wurde 1993 von dem Orgelbauer De Wit erbaut. Das Instrument hat 23 Register auf zwei Manualen und Pedal. Die Trakturen sind mechanisch.
| I Hauptwerk C–g3 |        |
| Bourdon          | 16′    |
| Prestant         | 8′     |
| Holpijp          | 8′     |
| Salicionaal      | 8′     |
| Octaaf           | 4′     |
| Fluit            | 4′     |
| Quint            | 2 ⁄3′  |
| Octaaf           | 2′     |
| Terts            | 1 3⁄5′ |

| II Nebenwerk C–g3 |       |
| Bourdon           | 8′    |
| Gamba             | 8′    |
| Aeoline           | 8′    |
| Prestant          | 4′    |
| Fluit             | 4′    |
| Nasard            | 2 ⁄3′ |
| Woudfluit         | 2′    |
| Quint             | 1/3′  |

| Pedalwerk C–f1 |     |
| Subbas         | 16′ |
| Prestant       | 8′  |
| Gedekt         | 8′  |
| Octaaf         | 4′  |
| Gedekt         | 4′  |
| Octaaf         | 2′  |